# Yasemin Mori
Yasemin Aygün Savgı, coneguda pel seu nom artístic Yasemin Mori, (Istanbul, 4 de març de 1982) és una cantautora turca de rock alternatiu.
Com a filla d'un oficial va viure la seva infància i adolescència a diferents ciutats de Turquia, i també a Xipre del Nord. Es va fer famosa el 2008 amb el seu primer àlbum Hayvanlar (Animals). Després llançà els àlbums Deli Bando (Banda boja, 2012) i Finnari Kakaraska (sic, 2015). El 2016 va llançar el senzill "Yine Buluşuruz" ("Ens trobem de nou").